# Гостиничная улица
Гости́ничная у́лица — улица в районах Марфино и Отрадное Северо-Восточного административного округа города Москвы. Проходит от улицы Комдива Орлова до Нововладыкинского проезда.

## Название
Улица названа в 1958 году по построенным здесь гостиницам «Алтай», «Восток» и «Заря».

## Описание

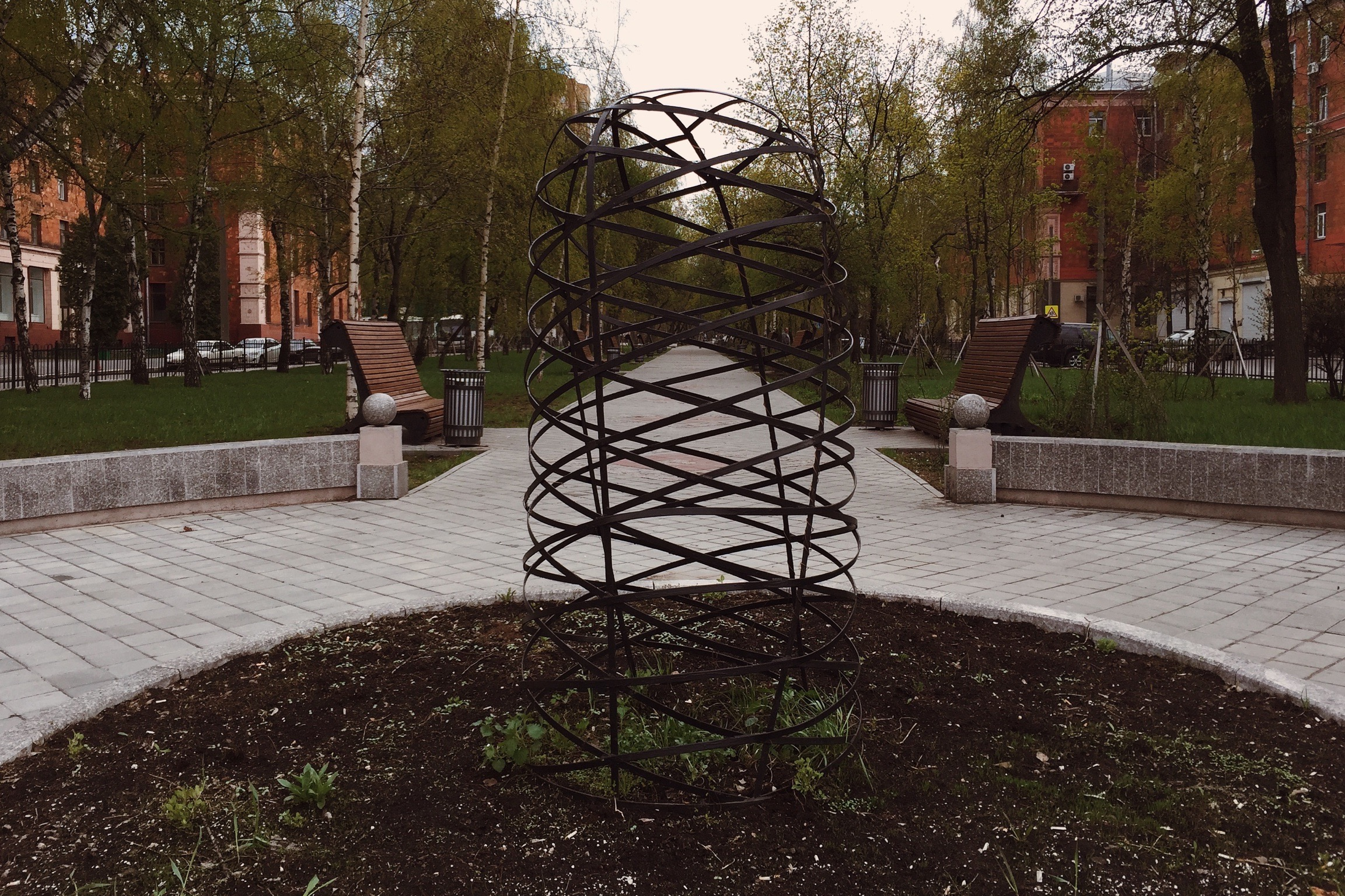
Бульвар на улице

Гостиничная улица проходит на север, начинаясь от дублёра улицы Комдива Орлова вблизи пересечения её с Гостиничным проездом. Улицу пересекают два безымянных проезда, проектируемый проезд № 1564А и Станционная улица. Затем дорога проходит под мостом Малого кольца Московской железной дороги, пересекает Сигнальный проезд и заканчивается на перекрёстке с Нововладыкинским проездом.
На всей протяжённости имеет по одной полосе движения в каждую сторону, разделённые бульваром.

## Учреждения и организации
По нечётной стороне:
- Дом 1 — гостиница «Максима Ирбис»; ресторан «Венеция»;
- Дом 3, корпус 11 — Хостинг-провайдер «МультиХОСТ»;
- Дом 5, корпус 13 — Военная прокуратура пограничных органов и пограничных войск ФСБ России Центрального региона;
- Дом 7 — скульптурная мастерская «Владыкино», построенная по инициативе скульптора З. Г. Ивановой[1];
- Дом 7А, строение 2 — Национальный институт дизайна; Гильдия художественного проектирования Московского Союза художников;
- Дом 7Б — Центр профессиональной подготовки специалистов игорных заведений «Ано»;
- Дом 9 — Российская кинологическая федерация;
- Дом 9, корпус 3 — гостиница «Восток»;
- Дом 9, корпус 4 — Монтажэлектронсервис; медико-реабилитационный центр «Инрад»; Первый всесоюзный центр промышленного снабжения; Компания «КФ Центр»; Центр социального прогнозирования;
- Дом 9Б — отделение связи № 106-И-127106.

По чётной стороне:
- Дом 4, корпус 8 — НПП «Энергомедприбор»; НПП «Газэнергомонтаж»;
- Дом 4, корпус 9 — гостиница «Максима Заря», ресторан «Европа»; Национальное агентство оценки и консалтинга; Техностарпроект-М; НПО «Экологические технологии», Банк НБВК;
- Дом 6, корпус 1 — Гуманитарный культурно-информационный центр Республики Сербской;
- Дом 8, корпус 1 — школа № 278;
- Дом 12, корпус 6 — гостиница «Алтай-Заречье».

## Общественный транспорт

### Внеуличный транспорт

#### Станцииметро
- Окружная
- Владыкино
- Петровско-Разумовская

#### СтанцииМосковского центрального кольца
- Окружная
- Владыкино

#### Железнодорожные станции и платформы
- Окружная
- Петровско-Разумовская
- Петровско-Разумовская

### Наземный транспорт

#### Автобусы
- 238:  Окружная — Гостиничная улица —  Владыкино —  Отрадное —  Бабушкинская — Станция Лосиноостровская
- 282:  Войковская —  Петровско-Разумовская —  Окружная — Гостиничная улица —  Бибирево — Улица Корнейчука

#### Электробусы
- 154:  ВДНХ —  Владыкино — Гостиничная улица —  Окружная —  Верхние Лихоборы — Платформа Грачёвская